# Sporre (botanik)
En sporre är i botaniken ett kronblad som är rörformigt, långt och spetsigt. Det sticker ofta ut åt andra hållet jämfört med den yta som blomman vänder mot pollinatören. Sporren innehåller oftast nektar längst ut i spetsen, som djur med mycket lång tunga kan slicka i sig, till exempel insekter, fåglar och fladdermöss. Sporrar finns bland annat i växtsläktena Delphinium, Aquilegia, Piperia och Gymnadenia. Många blommor med sporre är zygomorfa men det finns också radiärsymmetriska blommor med sporrar, som till exempel akleja. Sporrar kan undantagsvis vara korta och trubbiga (pungformiga) som hos lejongap och violer.

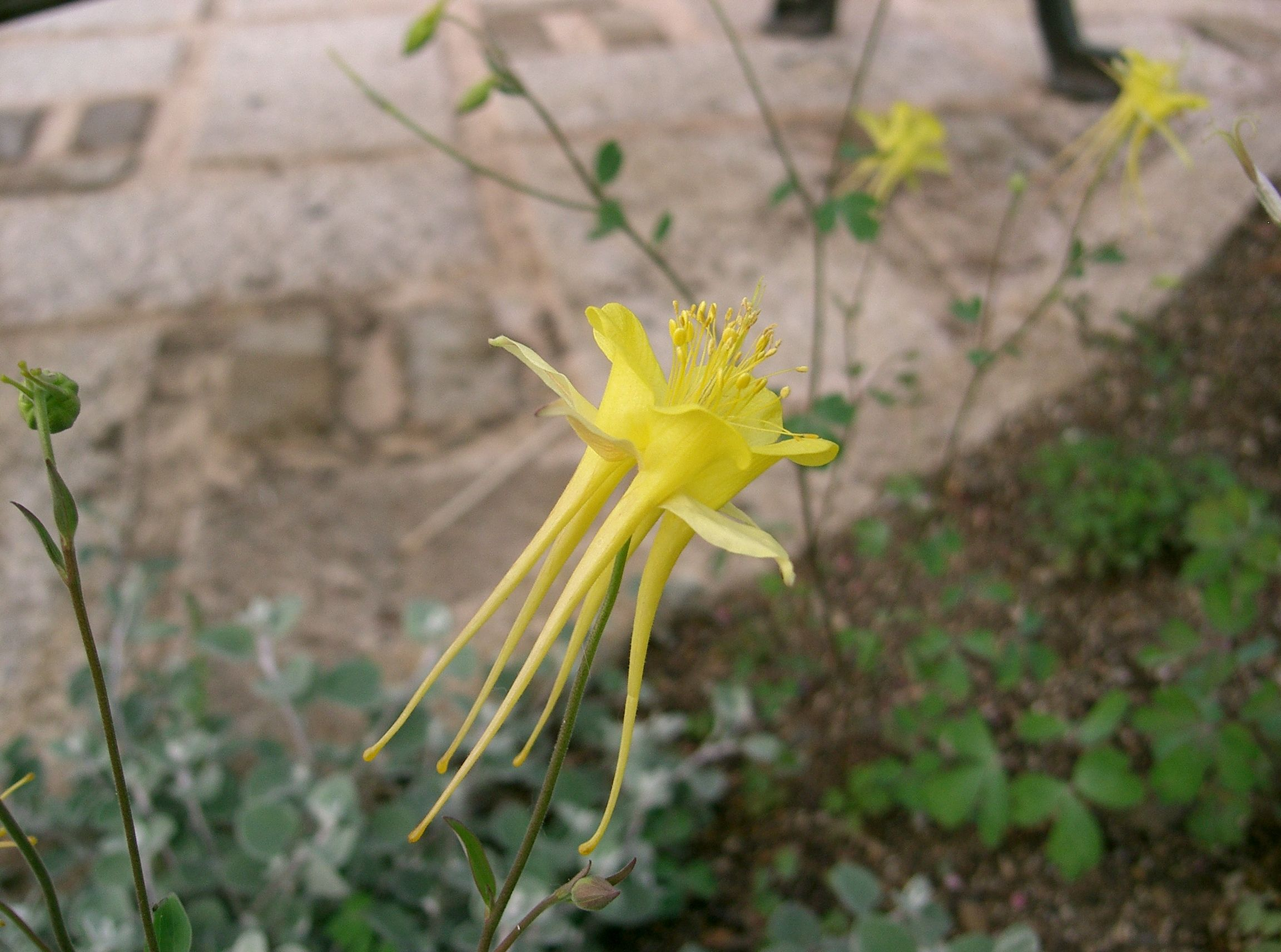
Guldakleja med fem sporrar i varje blomma.
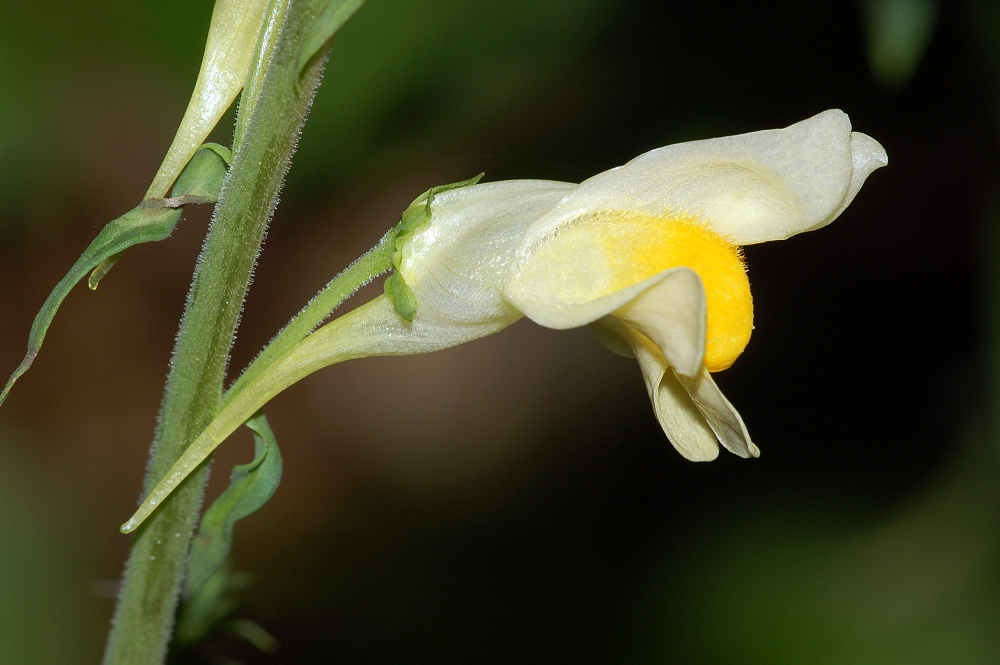
Gulsporre med en spetsig sporre.
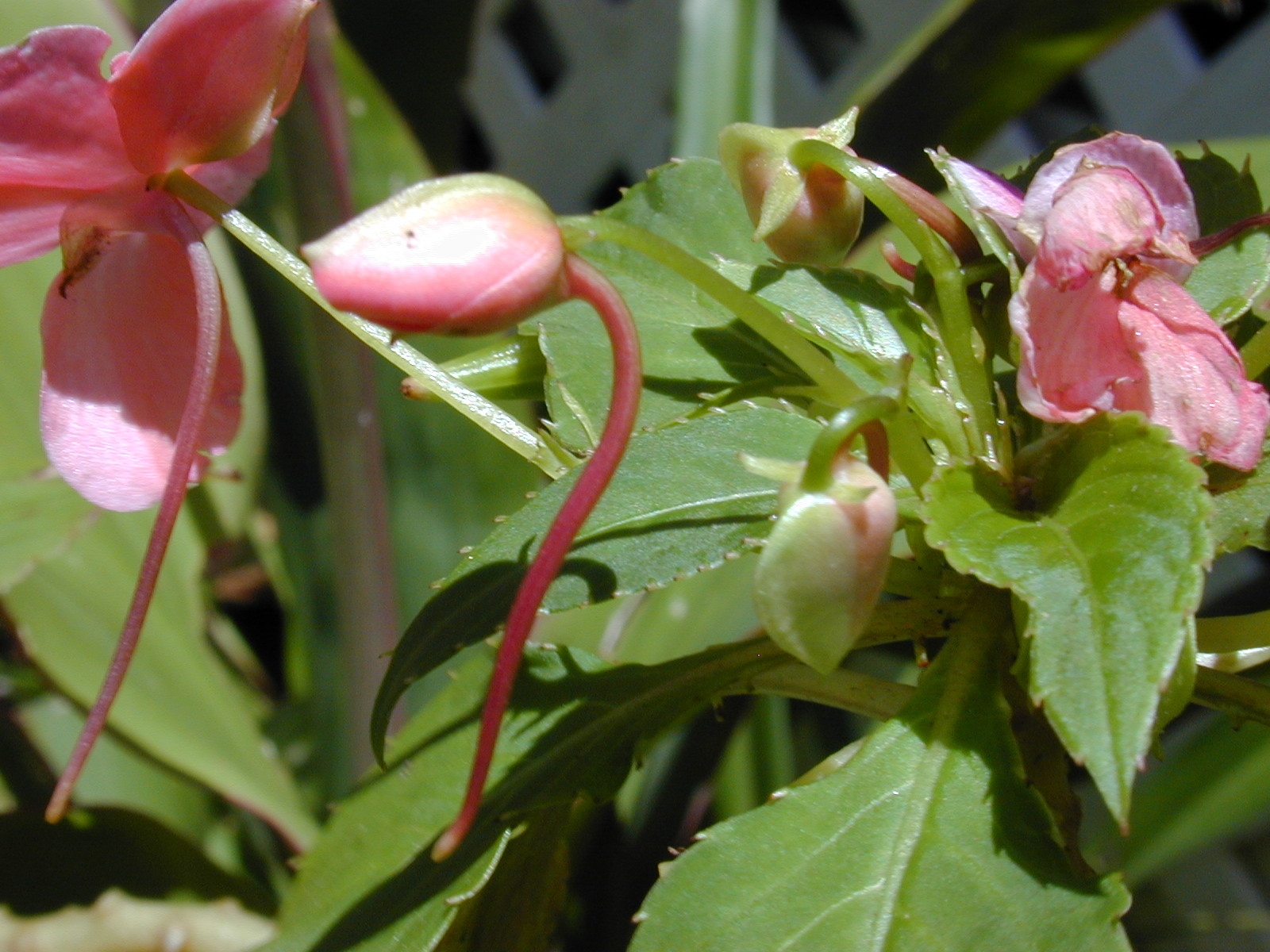
Impatiens walleriana med lång smal sporre.
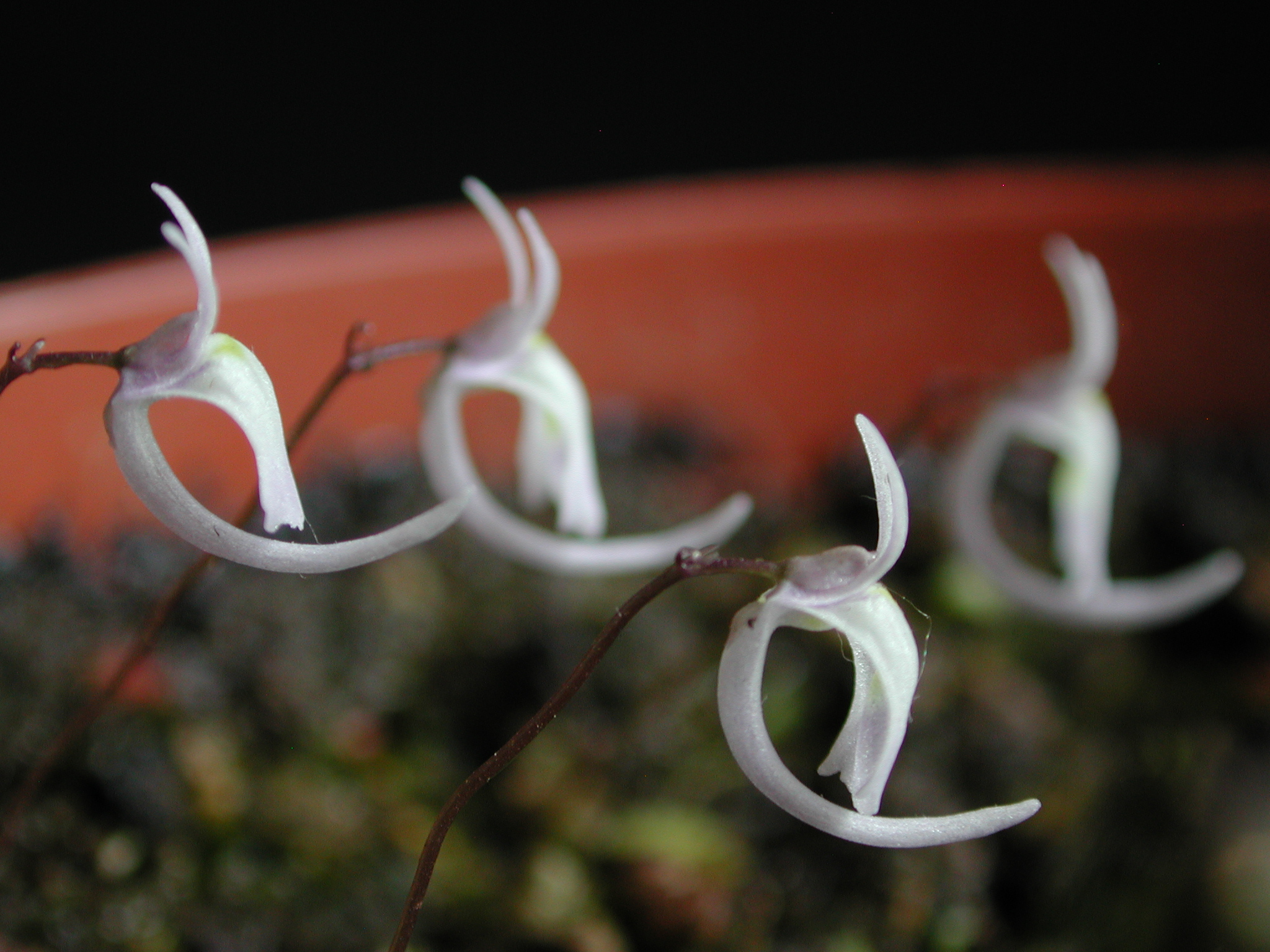
Utricularia sandersonii med långa krökta sporrar.
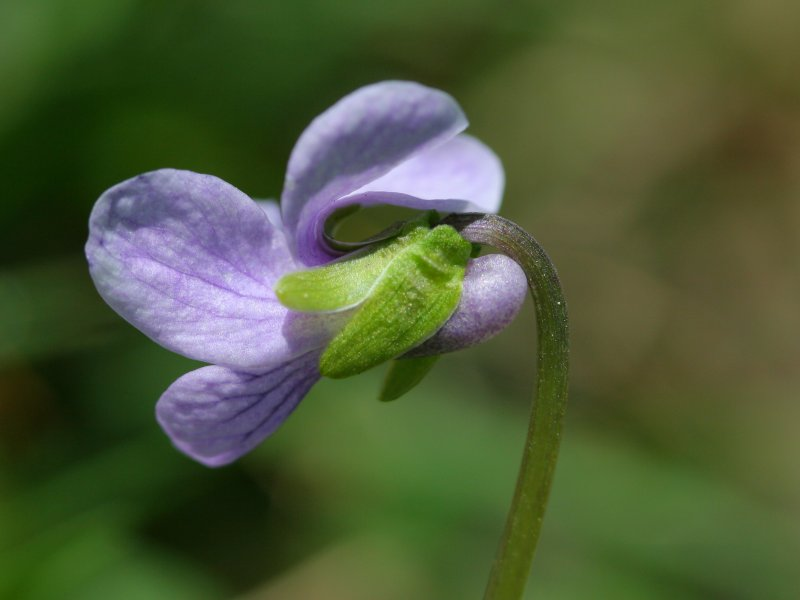
Kort trubbig sporre hos Viola palustris.